# Ahn Bo-hyun
Đây là một tên người Triều Tiên, họ là Ahn.
Ahn Bo-hyun tiếng Hàn: 안보현 (sinh ngày 16 tháng 5 năm 1988) là một diễn viên Hàn Quốc. Anh ra mắt với tư cách là người mẫu. Trước đây anh là một boxer, anh có giấc mơ trở thành diễn viên sau khi xem vai đấm bốc của Yu Oh-seong trong bộ phim Champion năm 2002. Anh đã nhận được nhiều sự chú ý từ khán giả sau khi xuất hiện trong bộ phim Hàn Quốc Golden Cross (2014) và Two Mothers (2014), vào năm 2016, anh tham gia phim Hiya và Hậu duệ mặt trời. Ahn Bo Hyun nhận được nhiều sự chú ý sau khi vào vai Jang Geun Won trong bộ phim Tầng Lớp Itaewon vào năm 2020.

## Phim ảnh

### Phim điện ảnh
| Năm        | Tiêu đề                | Vai trò      |
| ---------- | ---------------------- | ------------ |
| 2016       | Hiya                   | Lee Jin-sang |
| 2019       | Memories of a Dead End | Tae-Goo      |
| Chưa chiếu | 2 O'Clock Date         | Gil-goo      |

### Phim truyền hình
| Năm        | Tiêu đề                            | Vai trò        | Kênh           |
| ---------- | ---------------------------------- | -------------- | -------------- |
| 2014       | Golden Cross                       |                | KBS2           |
| 2014       | Two Mothers                        |                | KBS2           |
| 2014       | My Secret Hotel                    | Sang-hoon      | tvN            |
| 2015       | The Dearest Lady                   | Lee Bong-gil   | MBC            |
| 2016       | Hậu duệ mặt trời                   | Im Kwang-nam   | KBS2           |
| 2016       | After the Show Ends                | Cha Kang-woo   | tvN            |
| 2016       | My Runway                          | Wang Rin       | MBC Dramanet   |
| 2017       | Ba rưỡi chiều thứ tư               | Baek Seung-kyu | SBS Plus       |
| 2017       | My Only Love Song                  | Moo-myung      | Netflix        |
| 2018       | Hide and Seek                      | Baek Do-hoon   | MBC            |
| 2018       | Dokgo Rewind                       | Pyo Tae Jin    | Kakao, Oksusu  |
| 2019       | Her Private Life                   | Nam Eun-ki     | tvN            |
| 2020       | Tầng lớp Itaewon                   | Jang Geun-won  | JTBC           |
| 2020       | Kairos                             | Seo Do-gyun    | MBC            |
| 2021       | My Name                            | Jeon Pil-do    | Netflix        |
| 2021 -2022 | Các tế bào của Yumi (Yumi's Cells) | Gu Woong       | tvN            |
| 2022       | Công tố viên quân sự Do Bea Man    | Do Bae Man     | tvN            |
| 2022       | Adamas                             | Kwon Min Jo    | tvN            |
| 2022       | A Place You Can Come Back Anytime  |                | Japanese drama |
| 2023       | See You in My 19th Life            | Moon Seo-ha    | tvN            |
| 2024       | Gold Spoon                         | Jin Yi-soo     |                |

### Phim ngắn
| Năm  | Tiêu đề | Vai trò        | Kênh |
| ---- | ------- | -------------- | ---- |
| 2019 | Banya   | Yoo Seung-Bong | tvN  |

## TV Show
| Năm  | Tên chương trình                     | Tập       | Vai trò            | Kênh |
| ---- | ------------------------------------ | --------- | ------------------ | ---- |
| 2018 | Radio Star                           | 577       | Khách mời          | MBC  |
| 2020 | I Live Alone                         | 399 & 340 | Khách mời          | MBC  |
| 2020 | Running Man                          | 498       | Khách mời          | SBS  |
| 2020 | Baek Jong Won's The Alley Restaurant |           | Khách mời          | SBS  |
| 2020 | Midnight                             |           | Khách mời          | SBS  |
| 2021 | Sixth Sense mùa 2                    | 14        | Khách mời          | tvN  |
| 2022 | The Backpacker Chef                  | 20        | Thành viên cố định | tVN  |

## Đời tư
Ngày 3/8/2023, Dispatch đưa tin nam diễn viên Ahn Bo Hyun và Jisoo (BLACKPINK) đang trong mối quan hệ hẹn hò. Cả hai thường gặp nhau tại căn hộ của Jisoo ở Yongsan. YG Entertainment - công ty chủ quản của Jisoo và FN Entertainment - công ty chủ quản của Ahn Bo Hyun đã đưa ra thông báo chính thức: "Họ đang trong giai đoạn tìm hiểu nhau từng chút một với cảm xúc tốt đẹp. Mong mọi người dành cho họ sự ủng hộ ấm áp", thế nhưng chỉ hai tháng sau, vào ngày 24 tháng 10, họ đã chia tay vì "lịch trình bận rộn".